# تون بوتيه
تون بيرباتيه بوتيه (توفي عام 1500) هو البندهارا السادس لسلطنة ملقا. خلف شقيقه تون بيراك عام 1498. وقد وُصِف بأنه بندهارا أو رئيس وزراء غير فعال، ويُزعم أنه بسبب تقدمه في السن؛ تحت إدارته كان الفساد السياسي منتشرًا في ملقا واشتد الصراع بين شعب غوجارات المسلم وشعب الملايو. وخلفه تمنغكونغ بندهارا سري مهراجا تون مطهر عام 1500 بعد وفاته.